# Meridiano 99 oeste
El meridiano 99 oeste de Greenwich es una línea de longitud que se extiende desde el Polo Norte atravesando el Océano Ártico, América del Norte, el Océano Pacífico, el Océano Antártico y la Antártida hasta el Polo Sur.
El meridiano 99 oeste forma un gran círculo con el meridiano 81 este.
Comenzando en el Polo Norte y dirigiéndose hacia el Polo Sur, el meridiano 99 oeste pasa a través de:
| Coordenadas                       | País, territorio o mar | Notas |
| --------------------------------- | ---------------------- | --- |
| 90°0′N 99°0′O / 90.000, -99.000   | Océano Ártico          | |
| 80°6′N 99°0′O / 80.100, -99.000   | Canadá                 | Nunavut - Meighen Island                                                                                      |
| 79°43′N 99°0′O / 79.717, -99.000  | Canal de Peary         | |
| 78°49′N 99°0′O / 78.817, -99.000  | Hassel Sound           | |
| 78°5′N 99°0′O / 78.083, -99.000   | Canadá                 | Nunavut - Isla Ellef Ringnes                                                                                  |
| 77°53′N 99°0′O / 77.883, -99.000  | Sin nombre             | |
| 76°40′N 99°0′O / 76.667, -99.000  | Canadá                 | Nunavut - Ricards Island y Bathurst Island                                                                    |
| 75°0′N 99°0′O / 75.000, -99.000   | Canal de Parry         | Pasa justo al oeste de Young Island, Nunavut, Canadá · Pasa justo al este de Hamilton Island, Nunavut, Canadá |
| 73°59′N 99°0′O / 73.983, -99.000  | Canadá                 | Nunavut - Russell Island, Mecham Island y Prince of Wales Island                                              |
| 71°24′N 99°0′O / 71.400, -99.000  | Larsen Sound           | |
| 69°58′N 99°0′O / 69.967, -99.000  | Estrecho Victoria      | |
| 69°9′N 99°0′O / 69.150, -99.000   | Canadá                 | Nunavut - King William Island                                                                                 |
| 68°56′N 99°0′O / 68.933, -99.000  | Golfo de la Reina Maud | |
| 68°4′N 99°0′O / 68.067, -99.000   | Canadá                 | Nunavut - O'Reilly Island                                                                                     |
| 68°1′N 99°0′O / 68.017, -99.000   | Golfo de la Reina Maud | |
| 67°43′N 99°0′O / 67.717, -99.000  | Canadá                 | Nunavut Manitoba - pasando a través de Lake Winnipeg                                                          |
| 49°0′N 99°0′O / 49.000, -99.000   | Estados Unidos         | Dakota del Norte Dakota del Sur Nebraska Kansas Oklahoma Texas                                                |
| 26°23′N 99°0′O / 26.383, -99.000  | México                 | Pasa justo al este de la Ciudad de México                                                                     |
| 16°35′N 99°0′O / 16.583, -99.000  | Océano Pacífico        | |
| 60°0′S 99°0′O / -60.000, -99.000  | Océano Antártico       | |
| 71°40′S 99°0′O / -71.667, -99.000 | Antártida              | Territorio no reclamado                                                                                       |